# Pivco City Bee
Pivco City Bee – elektryczny mikrosamochód produkowany pod norweską marką Pivco w latach 1996 – 1999.

## Historia i opis modelu

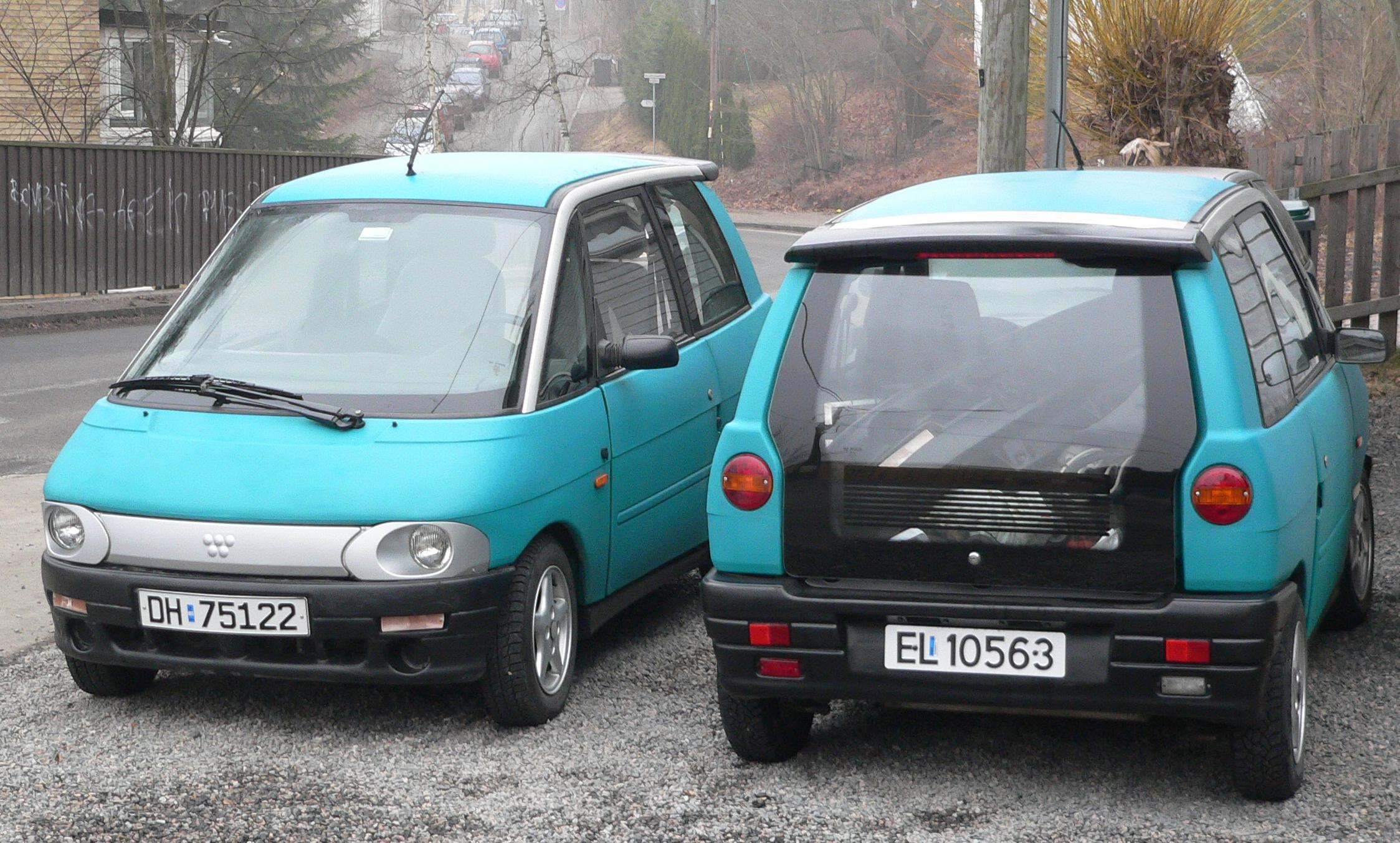
Pivco City Bee - tył

City Bee powstało jako autorski projekt niewielkiego elektrycznego mikrosamochodu autorstwa norweskiego przedsiębiorstwa Pivco, które rozpoczęło go rozwijać na początku lat 90. XX wieku pod kodem fabrycznym PIV2. W 1992 roku zbudowano pierwszą serię prototypów, które rozwijano i testowano przez kolejne 2 lata. Przełomowym momentem były Zimowe Igrzyska Olimpijskie 1994 w Lillehammer, podczas których w warunkach intensywnej zimy testowano przedprodukcyjne samochody Pivco.
Zebrane przez pierwszą połowę lat 90. XX doświadczenia doprowadziły do przedstawienia w 1996 roku seryjnego samochodu Pivco City Bee. Samochód przyjął postać 3-drzwiowego hatchbacka o jednobryłowej sylwetce, mogąc pomieścić 2 pasażerów oraz bagaż poprzez otwieraną do góry klapę bagaznika.

### Sprzedaż
Poza wewnętrznym rynkiem norweskim, City Bee eksportowane było także w krótkiej serii do Stanów Zjednoczonych po wygranym przetargu na dostarczenie 40 samochodów do miejskich służb w San Francisco. Kolejnym dużym odbiorcą elektrycznych mikrosamochodów była lokalna norweska spółka energetyczna Stavanger Energi. Podczas trwającej 3 lata produkcji, między 1996 a 1999 rokiem wyprodukowano łącznie 120 egzemplarzy City Bee.

### Dane techniczne
Pivco City Bee było samochodem o typowo miejskim przeznaczeniu, napędzanym 40-konnym silnikiem elektrycznym, który pozwalał rozpędzić się do 50 km/h w 7 sekund i osiągnąć maksymalną prędkość 90 km/h. Akumulator niklowo-kadmowy o pojemności 12 kWh pozwalał na jednym ładowaniu przejechanie maksymalnie ok. 100 kilometrów. Naładowanie baterii od stanu 0-100% zajmowało według deklaracji producenta ok. 9 godzin. 